# Corbitt Company
Corbitt Company Inc., vorher Corbitt Buggy Company, Corbitt Automobile Company, Corbitt Motor Truck Company und Corbitt Company, war ein US-amerikanischer Hersteller von Kraftfahrzeugen.

## Unternehmensgeschichte
Richard J. Corbitt gründete 1899 die Corbitt Buggy Company. Der Sitz war in Henderson in North Carolina. Zunächst stellte er Kutschen her. 1907 wurde daraus die Corbitt Automobile Company, als die Produktion von Personenkraftwagen begann. Der Markenname lautete Corbitt. 1910 kamen Nutzfahrzeuge dazu. Die Pkw-Produktion wurde 1914 eingestellt. 1916 folgte die Umfirmierung in Corbitt Motor Truck Company und 1946 in Corbitt Company. 1952 endete die Produktion zunächst. Zwischen 1957 und 1958 stellte das nun Corbitt Company Inc. genannte Unternehmen erneut Lastkraftwagen her.

## Fahrzeuge

### Pkw
Das erste Pkw-Modell war ein Highwheeler. Ein Zweizylindermotor trieb über eine Kette die Hinterachse an. Die offene Karosserie bot Platz für zwei Personen. 1907 wurde noch auf Kotflügel verzichtet, die ab 1908 erhältlich waren. 1909 kamen Scheinwerfer dazu. Von diesen Modellen entstanden bis 1909 etwa 100 Fahrzeuge, die nur in der näheren Umgebung verkauft wurden.
1910 kamen modernere und vor allem niedrigere Fahrzeuge auf den Markt. Von 1910 bis 1911 hatten sie einen Zweizylindermotor, der mit 18/20 PS angegeben war. Der Radstand betrug 229 cm. Das Model A war ein viersitziger Tourenwagen und das Model B ein zweisitziger Runabout.
Ab 1912 hatten alle Fahrzeuge einen Vierzylindermotor sowie ein Fahrgestell mit 305 cm Radstand. 1912 leistete der Motor 30 PS. Erhältlich waren Model A als zweisitziger Roadster, Model B als viersitziger Tourenwagen und Model C als fünfsitziger Tourenwagen.
1913 war der Motor mit 30/35 PS angegeben. Die Fahrzeuge wurden nun Model D, Model E und Model F genannt. Die Aufbauten blieben unverändert.
1914 änderte sich nur die Motorleistung auf 26 PS.
| Jahr      | Modell           | Zylinder | Leistung (PS) | Radstand (cm) | Aufbau               |
| --------- | ---------------- | -------- | ------------- | ------------- | -------------------- |
| 1907–1909 | High-Wheel Buggy | 2        |               |               | Buggy 2-sitzig       |
| 1910–1911 | Model A          | 2        | 18/20         | 229           | Tourenwagen 4-sitzig |
| 1910–1911 | Model B          | 2        | 18/20         | 229           | Runabout 2-sitzig    |
| 1912      | Model A          | 4        | 30            | 305           | Roadster 2-sitzig    |
| 1912      | Model B          | 4        | 30            | 305           | Tourenwagen 4-sitzig |
| 1912      | Model C          | 4        | 30            | 305           | Tourenwagen 5-sitzig |
| 1913      | Model D          | 4        | 30/35         | 305           | Roadster 2-sitzig    |
| 1913      | Model E          | 4        | 30/35         | 305           | Tourenwagen 4-sitzig |
| 1913      | Model F          | 4        | 30/35         | 305           | Tourenwagen 5-sitzig |
| 1914      | Model D          | 4        | 26            | 305           | Roadster 2-sitzig    |
| 1914      | Model E          | 4        | 26            | 305           | Tourenwagen 4-sitzig |
| 1914      | Model F          | 4        | 26            | 305           | Tourenwagen 5-sitzig |

### Nutzfahrzeuge
Es gab Lastkraftwagen mit zwei und mit drei Achsen sowie Sattelschlepper. Manche Fahrzeuge hatten 15 Tonnen Nutzlast. Die Streitkräfte der Vereinigten Staaten nahmen sowohl im Ersten Weltkrieg als auch im Zweiten Weltkrieg Fahrzeuge ab. Genannt werden zunächst Vierzylindermotoren von der Continental Motors Company, später Sechszylindermotoren von Continental und Hercules. Nach 1945 kamen weiterhin Continental-Ottomotoren, aber auch Dieselmotoren von Cummins zum Einsatz.
Daneben entstanden Omnibusse. Die ersten Schulbusse in North Carolina stammten von Corbitt.

## Pkw-Produktionszahlen
Nachstehend die jährlichen Produktionszahlen für die Pkw. Die Angaben ab 1911 sind Schätzungen der Quelle.
| Jahr  | Produktionszahl |
| ----- | --------------- |
| 1907  | 25              |
| 1908  | 25              |
| 1909  | 50              |
| 1910  | 100             |
| 1911  | 200             |
| 1912  | 200             |
| 1913  | 200             |
| 1914  | 200             |
| Summe | 1000            |